# Ngô Kha Lư
Ngô Kha Lư (chữ Hán: 吳柯盧), là vị quân chủ thứ 10 của nước Ngô tồn tại từ cuối thời nhà Thương sang thời Đông Chu trong lịch sử Trung Quốc.
Ông mang họ Cơ, là con của Ngô Dư Kiều Nghi Ngô – quân chủ thứ 9 nước Ngô.
Sử sách không ghi chép thời gian ông làm quân chủ, không rõ năm bắt đầu, năm mất và các sự kiện trong thời gian ông ở ngôi.
Sau khi ông mất, con ông là Cơ Chu Giao lên nối ngôi.